# Fördraget i Stettin (1715)
Fördraget i Stettin slöts 28 april 1715, under stora nordiska kriget, i det preussiska lägret vid Stettin (numera Szczecin). Georg I av Storbritannien som kurfursten av Hannover allierade sig med Preussen mot Sverige.